# Habitar
El diccionario metapolis de arquitectura ofrece varias definiciones para este término. 
La primera dice que habitar la arquitectura se sitúa en el umbral que permite la creación de mundos para el sujeto que vive este final de milenio. Plantear procederes, modos de hacer arquitectura, a través de los que el sujeto llegue a conocer más a sentir más, a ser capaz de construir esas miras desde las que atrape y haga suya una idea de mundo, una interpretación de lo que queda “ahí fuera”. 
En la página 10 de los textos contenidos en el cuaderno Acerca de la Casa 2] encontramos que el habitar, en la forma de la casa, es pues la expresión armoniosa de la relación con el lugar preexistente (…) Sin el  habitar no hay lugar.
La etimología latina del verbo habitar es habitare, frecuentativo de habere (tener). Por lo que podemos entender este término como “tener de manera reiterada”. En ese sentido, se habla del lugar que tenemos; si estamos de paso o de visita, no lo habitamos; a diferencia de la morada donde estamos todo el tiempo, la cual habitamos. No obstante el término guarda interpretaciones de índole filosófica, las cuales ya han sido retomadas incluso por algunos arquitectos.

## Historia

### El habitar y la filosofía
El filósofo alemán Martin Heidegger, en su texto Construir, Habitar, Pensar –para la conferencia en el Darmsträder Gesprächen en 1951 ante varios arquitectos que deberían reconstruir las ciudades tras el paso de la Segunda Guerra Mundial– contribuye a entender el término desde el origen del lenguaje, revelando el sentido profundo y simbólico que este ha de conllevar. Mencionando en un inicio que las edificaciones destinadas a servir de vivienda no albergan de antemano la garantía de que acontezca un habitar.
Dentro de muchas disciplinas que emplean el término, incluyendo la arquitectura, el habitar no se piensa nunca como rasgo fundamental del ser del hombre, pese a que uno y otro se vinculan estrechamente. Heidegger nos dice que la palabra del alto alemán antiguo correspondiente a construir, buan, significa habitar, que quiere decir permanecer, residir. El buan, siendo la palabra bin (soy), es la manera según la cual los hombres somos en la tierra; por lo que la palabra bauen significa que el hombre es en la medida que habita. Pero habitar significa al mismo tiempo abrigar y cuidar; donde el construir como cuidar y el construir como levantar edificios, están incluidos en el propio término construir que es habitar.
Tras comprender el sentido del lenguaje, el autor nos dice que construir es en sí mismo ya el habitar, y este último significa abrigar y cuidar. Por lo que se tienen dos condiciones en el construir: como cuidar o abrigar –las cosas que crecen– y como edificar o erigir –las cosas que no crecen–.
El término del antiguo sajón wuon y el gótico wunian significan, al igual que bauen, el permanecer, residir; pero Wunian significa, llevado a la paz –permanecer en ella. Y la palabra paz (Friede) significa lo libre, preservado de daño y amenaza, es decir, cuidado. Por lo que el verdadero cuidar acontece cuando dejamos a algo en su esencia. Por lo tanto, el rasgo fundamental del habitar, y por lo tanto del construir, es ese cuidar.
Asimismo, Heidegger nos dice que los mortales habitan solo en el modo como preservan la esencia de la Cuaternidad: “En el salvar la tierra, en el recibir el cielo, en la espera de los divinos, en el conducir de los mortales, acaece de un modo propio el habitar como el cuádruple cuidar”. Habitar es mirar por la unidad originaria: tierra, cielo, divinos y mortales.
Asimismo el autor plantea la relación del habitar con el lugar, nos dice que aquello que es en sí mismo un lugar puede abrir un espacio a una plaza. Habiendo muchos sitios que pueden ser ocupados por algo, no todos pueden considerarse un lugar, pues este ha de coligar la Cuaternidad; por lo tanto solo el habitar puede permitir el acontecer de un lugar. A su vez, se menciona que un espacio es algo aviado, algo dentro de una frontera; siendo ésta aquello a partir de donde algo comienza a ser lo que es, donde comienza su esencia. Así, a las cosas que, como lugares, otorgan plaza (o paraje) a la Cuaternidad, una plaza que había siempre un espacio, el autor las llama construcciones.
Heidegger menciona que “Cuando se habla de hombre y espacio, (…) el espacio no es un enfrente del hombre, no es ni objeto exterior ni una vivencia interior”. Pues al pronunciar al hombre, pronunciamos su ser –el ser el hombre en la tierra– lo que nos remite al aspecto existencial. En otro de sus textos, el autor nos habla del Dasein, infinitivo alemán que significa existir, pero que es ineludible traducir literalmente por ser-ahí.
De esta manera, el filósofo invita a reflexionar en torno a la profundidad del término, en primera instancia, acerca del hacer profesional cuya finalidad es brindar espacios habitables para el hombre, que incluye a los arquitectos y profesionistas afines; y más específicamente, a pensar el propio habitar como la forma en que somos en el mundo.

### El habitar y la arquitectura

#### Christian Norberg-Schulz
Gracias al acercamiento del filósofo alemán Martin Heidegger, el término ha sido retomado por algunos teóricos de la arquitectura; el primero de ellos fue el arquitecto noruego Christian Norberg-Schulz, quien, retomando el carácter espacial del habitar, desarrolló diversos estudios en torno a la identidad, la pertenencia, el lugar, así como el sentido mismo de la existencia humana.
El autor menciona que la identidad humana está profundamente relacionada con los lugares y las cosas. Nos habla además de que la identificación y la orientación son aspectos primarios del estar-en-el-mundo del hombre, donde la primera es la base de su sentido de pertenencia. Nos dice que la verdadera libertad humana presupone pertenencia, por lo que “habitar” significa pertenecer a un lugar concreto.
A la usanza de Heidegger, Norberg-Schulz aborda el término desde sus raíces lingüísticas, considerando que “habitar” se deriva del Nórdico Antiguo dvelja, que significa persistir o permanecer. Por lo que habitar significa estar en paz en un lugar protegido. La palabra del alemán correspondiente a habitar Wohnung, deriva de das Gewohnte, que se refiere a lo conocido o habitual. En otras palabras, el hombre reconoce lo que le es accesible a través del habitar. Así, el autor llega al problema de la “reunión” del hombre con su ambiente; donde el reunir acaece cuando cada día de la existencia se vuelve habitual. Por lo que habitar significaría entonces, reunir el mundo en una construcción o cosa concreta.
De esta manera, el hombre habita cuando es capaz de concretizar el mundo en construcciones y cosas. Donde la “concretización” o “concreción” es la función del trabajo del arte, en oposición a la “abstracción” de la ciencia. Creando un imago mundi (imagen del mundo), el trabajo del arte ayuda al hombre a habitar. Citando a Hölderlin, Norberg-Shulz menciona que habitar, en el pleno sentido del término, quiere decir “habitar poéticamente”. Por lo que solo la poesía, en cualquiera de sus formas (también como el “arte de vivir”) hace de la existencia humana algo significativo; siendo esta búsqueda de sentido, la necesidad fundamental humana.
De esta manera, el propósito de la arquitectura –al pertenecer a la poesía–, es ayudar al hombre a habitar; por lo que hacer ciudades y edificios prácticos –o funcionales– no es suficiente. La arquitectura surge cuando “el entorno total se hace visible”, es decir, cuando se concretiza el genius loci. Lo cual sucede solo cuando el sentido de las construcciones reúne las propiedades mismas del lugar y las acerca a los hombres. Asimismo, este “pertenecer a un lugar” es posible solo cuando se tiene un punto de apoyo existencial.

#### Josep Muntañola
El arquitecto catalán Josep Muntañola también ha estudiado la noción de lugar, retomando de cierta manera la profundidad del habitar, no obstante, su abordaje se aleja del sentido heideggeriano, al entrelazar su tesis con la lógica y la sociofísica del lugar.
En su libro La arquitectura como lugar, el autor menciona que su postura rechaza el estudio de la arquitectura como máquina de vivir o como símbolo natural e independiente, aceptando la posibilidad de concebirle “como un proceso permanente de reinterpretación creativa, sensible y racional de nuestro habitar”. Entre otras cosas, el autor aborda la lógica del lugar desde distintos preámbulos, entre ellos el filosófico.
De Heidegger, Muntañola retoma los conceptos de lo “a la mano” y lo “ante los ojos”, junto con la simultanteidad de un “dirigir” –o preferenciar caminos– y un “des-alejar” o aumentar el campo de actuación. Relación que, nos dice, consigue el filósofo sobre la base del habitar. Siendo así, menciona que Heidegger nos ha indicado una aplicación a la arquitectura como lugar de su paradigma esencial del “desalejar construyendo” y el “privilegiar pensando”, estructurados simultáneamente en el habitar. Los cuales, a partir de su correspondencia con los conceptos de espacio de Leroi-Gourham, el autor adopta las denominaciones de “lugar radiante” y “lugar itinerante”.
Aceptando que el lugar es siempre lugar de algo o de alguien, el autor estudia las interrelaciones entre ese algo o alguien que habita el lugar y el lugar en sí. Si la arquitectura consigue lugares para vivir, lo hará solo mediante la transformación de la materia física; transformación que, menciona, no puede estar muy alejada del “espaciarse un espacio” de Heidegger. Muntañola considera que, aunque Heidegger inició sus estudios sobre el lugar humano con análisis etimológicos, su alcance científico es limitado, por lo que no es difícil caer en asociaciones significativas triviales o erróneas.
Asimismo menciona que “el lugar y la arquitectura son objetos privilegiados para estudiar la dialéctica entre la lógica del lugar y la experiencia que tenemos de él”. Retomando también el concepto de Hegel, para quien el lugar es una unión del espacio y el tiempo, en el que el espacio se concreta en un ahora al mismo tiempo que el tiempo se concreta en un aquí, el autor nos dice que el lugar “sólo es espacio en cuanto es tiempo, y sólo es tiempo en cuanto es espacio”.
“La lógica del lugar coincide siempre (…) con el paradigma que en cada época el hombre ha tenido sobre las interrelaciones entre sí mismo y su medio ambiente”. Acuerdo entre movilidad conceptual y forma figurativa, la lógica del lugar marca la medida bajo la cual la humanidad se representa a sí misma, lo cual nos acerca al “corazón de la arquitectura como lugar para vivir”.
Como se ha mencionado, en La arquitectura como lugar, Muntañola considera el término habitar como parte de un todo más grande: el lugar. No llegando a realizar una definición específica del término, pero sí integrándolo a las diferentes dimensiones significativas del lugar. En su análisis del lugar ocupado –sociofísico–, menciona que puede ser el resultado de tres tipos de polaridades estructurales y funcionales: la polaridad habitar-hablar, la polaridad figurar-conceptualizar y la polaridad medio-físico-medio-social. Es decir, “la diferenciación progresiva de lugares produce una diferenciación en el medio físico y en el medio social y, a la vez (…) un “despegue” del hablar desde el habitar”.
Asimismo, en su texto Topogénesis: fundamentos de una nueva arquitectura, el autor aborda el término “topogénesis”, describiéndolo como la génesis del lugar habitado. El cual ha de estudiar desde sus dimensiones complementarias: poética, retórica y hermenéutica. La primera de ellas se encuentra vinculada al concepto de habitar, pues aunque no se mencione literalmente, lo dicho por Heidegger y Norberg-Schulz al respecto, corresponde con los abordajes de la poética que el autor retoma, y que tienen su base además en Aristóteles, Kant y el propio Heidegger.
De esta manera, el autor aborda la poética desde las dimensiones estéticas de la topogénesis; diciendo que “la belleza de los lugares habitados siempre ha tenido, en los tratados de arquitectura, el contenido poético del entrecruzamiento entre construcción y habitar”. Así, la poética del habitar de la cual nos habla, se alcanza a través del diseño arquitectónico, centrándose en la imaginación y la sensación; al igual que Norberg-Schulz, trascendiendo las cuestiones superficiales de la arquitectura.

#### Alberto Saldarriaga
La experiencia del habitar es, para Saldarriaga, la base fundamental de la experiencia de la arquitectura en la que interviene, definitivamente, la representación del mundo; no solo en el plano físico y psicológico, sino también en el cultural. En su obra La Arquitectura como experiencia el autor recoge las ideas sugeridas por Heidegger en torno al concepto de habitar, como uno de los puntos de partida de su tesis. “En el interior del individuo se instala una réplica del mundo físico con cuya ayuda se ubica, se orienta, recorre territorios y lugares, los reconoce, los nombra, los aprecia o rechaza, en fin, los habita”. El autor define el habitar como un “fenómeno existencial complejo que se lleva a cabo en un escenario espacio-temporal”. Siendo sus definiciones formales ocupar un lugar, vivir en él; y sus sinónimos, vivir, morar, residir en un lugar. Asimismo, habitar es “afirmar la presencia de la vida en el espacio”.
El carácter circular que revela Heidegger, sobre llegar a habitar solo a través del construir, define la esencia íntimamente ligada de ambos conceptos, derivando el carácter existencial de la arquitectura y el carácter arquitectónico de la humanidad. El autor hace una analogía para entender la profundidad del construir: los animales delimitan un territorio tan amplio como sus instintos y necesidades requieren; algunos construyen nidos o panales, otros cavan sus madrigueras o forman montículos como espacios propios; otras especies migran. La humanidad construye. “Habitar es asegurar supervivencia, continuidad y es también una afirmación de la vida y una defensa contra el temor de la muerte. La habitación es un lugar profundamente relacionado con la angustia básica del ser humano, es su alivio”. Asimismo, habitar se relaciona con hábito, es decir con el sentido de costumbre; implicando así, los ritos de la cotidianidad. “Habitar requiere el calor del hogar”.

### El habitar y lo urbano
Alberto Saldarriaga menciona que habitar es “tener un lugar en el mundo desde el cual se extienden los vínculos de comunicación y participación en aquello que se ofrece como opción de vida en un territorio o una ciudad”, siendo la vivienda la expresión más directa y evidente del sentido de habitar, la ciudad se asume como su equivalente a escala colectiva. El ciudadano, habituado a estar ahí, asume su experiencia como propia, por lo que no necesariamente reflexiona sobre ella.
El autor aborda ampliamente el tema de la experiencia de la arquitectura, la cual, menciona, es parte integral del sentido de habitar y por tanto de la existencia de los seres humanos. La experiencia de la arquitectura comienza y termina en todos los actos que constituyen el habitar, se encuentra en el acto mismo de vivir. Nos dice que la experiencia de la arquitectura puede sintetizarse en la expresión "estar ahí", puesto que ésta posee una connotación primaria de orden existencial que deriva del conjunto general de experiencias de la persona.
De esta manera, el abordaje del habitar con relación a lo urbano, lo encontramos a través de la experiencia. La ciudad, comenta Saldarriaga, alberga las experiencias compartidas por los ciudadanos y a la vez es fuente de ellas. Siendo una y múltiple a la vez, así como la suma de experiencias entrelazadas por el sentido de lo urbano. Entendiéndola como un ente complejo, la ciudad es la máxima experiencia de la arquitectura; y dicha experiencia se caracteriza por la participación en la compleja red de relaciones, percepciones, sensaciones y estímulos intelectuales que se forma a través del entrecruzamiento de todas las actividades que se llevan a cabo dentro de sus recintos y fuera de ellos.
La ciudad es una aglomeración de espacios construidos –y por ende, habitados–, cada uno, fuente de experiencias arquitectónicas. El ciudadano participa de una mínima parte de ellos, al circunscribirse en un mundo propio dentro del mundo colectivo. Habitar lo urbano permite incorporar las nuevas experiencias en el campo de las representaciones propias, expandiendo la imagen del mundo, y en este caso, la imagen de la ciudad. “Nacer, crecer, vivir y morir en la ciudad hace del ciudadano un animal urbano, adaptado a habitar en un medio artificial dispuesto para ese fin. La experiencia de lo urbano es uno de los parámetros de referencia de la experiencia de la naturaleza”.
Asimismo, el autor habla del espacio común, que es una imagen en la mente del ciudadano como parte de la representación de la ciudad. Su significado refleja en parte la estructura de la sociedad que habita la ciudad, sus divisiones internas, su sentido de integración o segregación, así como el sentido de pertenencia, el cual vincula al ciudadano con su entorno. Esta interrelación obedece a la conciencia del derecho a participar en la vida urbana, que, como experiencia de lo público adquiere un sentido de experiencia compartida. Deambular, recorrer en automóvil, tren o autobús, es participar en experiencias colectivas que, además de los lugares donde se llevan a cabo, conllevan la presencia de otras personas, conocidas o desconocidas. En este contacto con otros, planeado o fortuito, “se incorpora la experiencia de lo urbano, que traen sensaciones desde la confianza de lo conocido hasta la aprehensión a lo desconocido”; la experiencia de la multitud o del transeúnte son solo dos, de muchas experiencias de lo público en el espacio urbano.

## Otros documentos de interés
- Habitar es la huella de la vida. Ivan Illich

- Flujos antagonistas – Geografías de la multitud. José Pérez de Lama (enlace roto disponible en Internet Archive; véase el historial, la primera versión y la última).